# 채이석

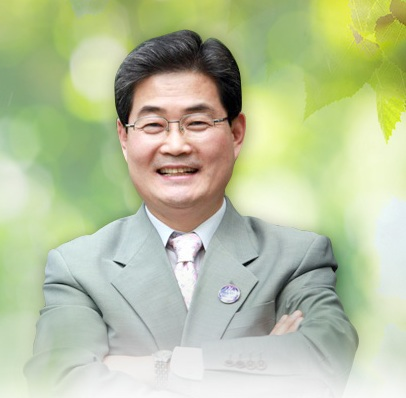
총신대학교 목회대학원 채이석 교수

채이석(蔡利錫, 1956년~)은 대한민국의 교수이며 목사이다. 총신대학교에서 역사신학을 강의하고 있으며 합동신학대학원대학교에서 교부신학을 강의하고있다. 한국소그룹목회연구원과 소그룹하우스의 대표이며, 서울비전교회 담임목사이다.
 교회역사,
필립 야콥 슈페너와 소그룹의 전문학자로 평가받고 있다. 학생시절부터 총신대학교 차영배 박사의 제자이다.

## 학력
- 총신대학교(B.A.)
- 총신대학교 신학대학원을 졸업하고(M.Div.)
- 미국 리폼드 신학대학원 (Th.M.)
- 미국 트리니티 신학대학원에서 역사신학(Ph.D.)

## 경력
- 횃불트리니티 신학대학원
- 백석대학교
- 웨스트민스터신학대학원
- 합동신학대학원대학교
- 현 총신대학교 목회신학 전문대학원

## 저서
1. 건강한 소그룹 사역 어떻게 할 것인가 (공저, 소그룹하우스)
2. 아이스브레이크 백과사전 (공저, 소그룹하우스)
3. 행함이 없는 시대에 보내는 로마서 (소그룹하우스)
4. 리바이벌 프리칭(그리심)
5. 소그룹의 역사(그리심)

## 역서
1. 요한 크리소스톰의 성직론(엠마오)
2. 능력종교(엠마오)

## 논문
1. "필립 야콥 슈페너의 Collegium Pietatis에 대한 교회사적 의미고찰 (개혁신학논총, 2013)
2. "우리는 '거룩한 공회'를 믿는가?" (ACTS 신학저널, 2019) 외 다수

## 같이 보기
- 총신대학교
- 합동신학대학원대학교
- 한국복음주의신학회
- 한국복음주의역사신학회
- 한국장로교신학회
- 개혁신학회
- 한국의 신학자 목록
- 차영배
- 개혁신학자